# Pierre Dignac
Pierre Dignac est un homme politique français né le 13 janvier 1876 à Gujan-Mestras (Gironde) et décédé le 21 octobre 1973 à La Teste (Gironde).

## Biographie
Fils d'un procureur et issu d'une vieille famille de notables locaux, Pierre Dignac est le plus jeune maire de France, lorsqu'il est élu, à 25 ans, à La Teste de Buch. Deux ans plus tard, il entre au conseil général de la Gironde. Il conserve ces mandats jusqu'à la fin de la troisième République.
Mobilisé en 1914, il participe, comme lieutenant, dans l'infanterie, aux combats de la Première guerre mondiale. A la bataille de Verdun, il est doublement blessé. Son attitude pendant la guerre lui vaut la légion d'honneur et la croix de guerre.
En novembre 1919, il prend la tête d'une liste de centre-droit, se réclamant de Georges Clemenceau, pour les élections législatives en Gironde. Avec 52,8 % des voix, il est élu député. Il siège alors dans le groupe des Républicains de gauche. Son travail parlementaire s'inscrit dans le cadre de la commission de la marine marchande, dont il est membre.
En 1924, il n'est plus tête de liste, mais figure sur celle, dite de « concentration républicaine », menée par Yves Picot. Réélu, il reste inscrit chez les Républicains de gauche. Quatre ans plus tard, c'est dès le premier tour, avec près de 60% des voix, qu'il conserve son mandat, après le retour au scrutin majoritaire uninominal.
Sa carrière politique connaît alors son apogée : du 27 janvier 1930 au 20 février 1931, il est sous-secrétaire d'État à la Marine marchande, dans trois gouvernement successifs.
Réélu au premier tour encore lors des législatives de 1932, il est alors membre du groupe du Centre républicain, ce qui témoigne d'un glissement encore plus vers la droite de ses positions.
En 1936, il est assez sérieusement inquiété par le socialiste Pierre-Emmanuel Guillet, qu'il ne bat au second tour qu'avec à peine plus d'une centaine de voix d'avance (50,6 %). Il retrouve pendant cette législature le groupe des Républicains de gauche, alliés cette fois avec les « radicaux indépendants ».
Vice-président de la Chambre des députés depuis janvier 1940, il vote en juillet en faveur des pleins-pouvoirs à Philippe Pétain. En janvier 1941, il est désigné comme membre du Conseil national mis en place par le régime de Vichy.
Très brièvement arrêté et interné à la Libération, il est frappé d'inéligibilité, ce qui met un terme à sa carrière politique.
En 1953, il est cependant admis au titre protocolaire de « député honoraire » et, trois ans plus tard, est promu commandeur de la légion d'honneur.

## Fonctions et mandats
- Maire de La Teste de 1902 à 1941.

- Député de la Gironde de 1919 à 1940.

- Sous-secrétaire d'État à la Marine militaire du 27 janvier 1931 au 20 février 1932 dans les gouvernements Pierre Laval (1), Pierre Laval (2), Pierre Laval (3).

## Ouvrages de Pierre Dignac
- Pierre Dignac, Les malfaiteurs publics (documents d'histoire 1924-1940), Éditions Arthaud, 190 p., 1941

## Sources
- « Pierre Dignac », dans le Dictionnaire des parlementaires français (1889-1940), sous la direction de Jean Jolly, PUF, 1960 [détail de l’édition]
- De la correspondance de Pierre Dignac est conservée sous forme de microfilms aux Archives nationales, site de Pierrefitte-sur-Seine, sous la cote 463Mi [385AP] : Inventaire du microfilm.